# Aeroportul Gladstone
Aeroportul Gladstone (IATA: GLT, ICAO: YGLA) este un aeroport din Queensland, Australia ce deservește zona Gladstone. Aeroportul a fost tranzitat în 2022 de 193.491 de pasageri. A fost numit după zona deservită.
Situat la o altitudine de 20 m, aeroportul dispune de o singură pistă.